# ステファヌス3世 (ローマ教皇)
ステファヌス3世（ステファヌス3せい）と呼ばれることがあるローマ教皇は2人存在する。「ステファヌス」の名を持つ教皇の代数に関する歴史的経緯はステファヌス (教皇選出者)#「教皇ステファヌス」とその代数を参照。
1. ステファヌス3世 (在位:752年-757年)→ステファヌス2世 (ローマ教皇) を参照。
2. ステファヌス3世 (在位:768年-772年)→ステファヌス3世 (4世)とも書かれる。

本項では、現在教皇庁および『教皇庁年鑑』が正式に認めている、768年に即位した人物について扱う。
ステファヌス3世（Stephanus III、720年 - 772年1月24日）は、第94代ローマ教皇（在位：768年8月7日 - 772年1月24日）。

## 生涯
出身はシチリア。教皇就任前は司祭の地位にあった。先代のパウルス1世は優柔不断な性格であったためにその晩年に教皇庁では多くの党派が生まれ、対立教皇であるコンスタンティヌス2世とフィリップスの両者と教皇の座をめぐって対立し、768年8月7日に正式に教皇に就任した。
しかし教皇就任後はランゴバルド王国の侵略に悩まされ、遂にはその圧力に屈してフランク王国との友好関係を断ち切るという失策を犯した（フランク王にカール大帝が即位していたからである）。
772年1月24日、在位3年5か月と17日で死去した。